# Prévention de rechute
La prévention de rechute est une approche cognitivo-comportementale de la rechute dont le but est d'identifier et de prévenir les situations à haut risque telles que la consommation de substances, les comportements obsessionnels compulsifs, les infractions sexuelles, l'obésité et la dépression. Il s'agit d'un élément important du processus de traitement des troubles liés à la consommation d'alcool ou de la dépendance à l'alcool,.

## Hypothèses sous-jacentes
La rechute est considérée comme une conséquence et une transgression dans le processus de changement de comportement. L'échec se traduit soit par un retour au comportement problématique antérieur, connu sous le nom de rechute, soit par un retour vers un changement positif, appelé prolapsus. Une rechute se produit souvent selon les étapes suivantes : rechute émotionnelle, rechute mentale puis rechute physique. Chaque étape est caractérisée par des sentiments, des pensées et des actions propres qui conduisent in fine l'individu vers un ancien comportement.
La rechute est multi-déterminée, notamment par l'auto-efficacité, les attentes en matière de résultats, l'envie, la motivation, l'adaptation, les états émotionnels et les facteurs interpersonnels. En particulier, ces éléments devraient prédire un résultat positif : une auto-efficacité élevée, une anticipation de conséquences négatives, de fortes capacités d'adaptation après le traitement, un affect positif et du soutien social. L’état de manque n'a pas été démontré comme étant un prédicteur de rechute.

## Techniques
Les techniques de prévention de rechute comprennent des séances de rappel avec un thérapeute, la vigilance et la prévention ou l'évitement des situations à haut risque, et être prêt à réappliquer les thérapies précédemment utilisées si une perturbation survient.

## Efficacité
Carroll et coll. ont mené une revue de 24 autres essais et a conclu que la prévention de rechute était plus efficace que l'absence de traitement et était tout aussi efficace que d'autres traitements tels que la psychothérapie de soutien et la thérapie interpersonnelle pour améliorer les résultats en matière de consommation de substances. Irvin et ses collègues ont également mené une méta-analyse des techniques de prévention de rechute dans le traitement de la consommation d'alcool, de tabac, de cocaïne et de polysubstances et, après avoir examiné 26 études, ont conclu que la prévention de rechute réussissait à réduire la consommation de substances et à améliorer l'adaptation psychosociale. La prévention de rechute semble être la plus efficace pour les personnes ayant des problèmes d'alcool, ce qui suggère que certaines caractéristiques de la consommation d'alcool se prêtent à la prévention de rechute.

## Approches de prévention

### Théories générales de prévention
Certains théoriciens, notamment Katie Witkiewitz et G. Alan Marlatt, empruntant des idées à la théorie des systèmes, conceptualisent la rechute comme un système multidimensionnel et complexe. Un tel système dynamique et non linéaire est capable de prédire au mieux les données observées, notamment les cas où de petits changements de l'équation ont des effets importants. Le modèle introduit aussi les concepts d'organisation du self, de boucles de rétroaction, d'effets de timing/contexte et d'interaction entre les processus toniques et phasiques.
Rami Jumnoodoo et le Dr Patrick Coyne, à Londres, au Royaume-Uni, ont travaillé avec les utilisateurs et les soignants du service de santé nationale américain au cours des dix dernières années pour transférer la théorie de la prévention de rechute dans le domaine de la santé mentale chez les adultes. Le caractère unique du modèle est la considération des utilisateurs des services et les soignants en tant qu'« experts » - en suivant la prévention de rechute en tant que processus éducatif et en obtenant leur diplôme de praticiens de la prévention de rechute. Les travaux ont remporté de nombreux prix nationaux, ont été présentés lors de nombreuses conférences et ont donné lieu à de nombreuses publications.
Terence Gorski MA a développé le modèle CENAPS (Center for Applied Science) pour la prévention des rechutes, notamment le conseil en prévention des rechutes (Gorski, Counselling For Relapse Prevention, 1983) et un système de certification des spécialistes en prévention des rechutes (CRPS).

### Trouble lié à l'usage de substances
La prévention de rechute est une modalité d'intervention spécifique dans le traitement des troubles liés à l'usage de substances qui se concentre sur le développement de compétences et de techniques cognitivo-comportementales pour aider les patients et leurs cliniciens à identifier et à gérer les situations qui augmentent le risque de rechute. Ces situations peuvent inclure à la fois des expériences internes, telles que des pensées automatiques liées à la consommation de substances, et des signaux externes, comme des personnes ou des lieux associés à la consommation de substances. Dans le modèle de prévention des rechutes, les patients et les cliniciens travaillent ensemble pour développer des stratégies ciblant ces situations à haut risque, en utilisant à la fois des techniques cognitives et comportementales. En augmentant leurs capacités d'adaptation et leur confiance en soi, les patients apprennent à gérer des situations difficiles sans se tourner vers l'alcool ou les drogues, augmentant ainsi leur efficacité personnelle.

### Dépression
Pour la prévention des rechutes dans le trouble dépressif majeur, plusieurs approches et programmes d'intervention ont été proposés. La thérapie cognitive basée sur la pleine conscience est couramment utilisée et s'est avérée efficace pour prévenir les rechutes, en particulier chez les patients présentant des symptômes résiduels plus prononcés. Une autre approche souvent utilisée chez les patients qui souhaitent réduire progressivement leur traitement antidépresseur est la thérapie cognitive préventive, un programme d'intervention psychologique d'une durée de 8 semaines dispensé en séances individuelles ou en groupe qui vise à changer les attitudes dysfonctionnelles, à améliorer les souvenirs d'expériences positives et à aider les patients à développer leur personnalité. stratégies de prévention des rechutes. La thérapie cognitive préventive s'est avérée tout aussi efficace pour prévenir le retour des symptômes dépressifs que l'utilisation de médicaments antidépresseurs seuls dans le traitement à long terme du trouble dépressif majeur. En association avec des produits pharmaceutiques, il s’est avéré encore plus efficace que l’utilisation d’antidépresseurs seuls,.